# James Thierrée
James Thierrée (Lausanne, 2 de mayo de 1974) es un actor, comediante, acróbata, bailarín y músico suizo. En 2017, fue ganador del César al mejor actor secundario por su interpretación en Chocolat. Ha sido ganador del premio Molière de manera individual y colectiva con La Compagnie Du Hanneton. Es también nieto de Charles Chaplin.

## Trayectoria
Thierrée incursionó en el mundo del circo a la edad de cuatro años, al lado de su hermana Aurelié Thiérrée y sus padres Victoria Chaplin y Jean-Baptiste Thiérrée, creadores del Cirque Bonjour, espectáculo que revolucionó el arte circense moderno. Aprendió danza, acrobacia, canto, magia y pantomima. Años más tarde perfeccionó sus conocimientos y creó nuevas técnicas que han formado escuela en el arte escénico contemporáneo.
Profesionalmente, estudió música y comedia en el Piccolo Teatro di Milano, donde obtuvo una beca para la Escuela de Teatro de la Universidad de Harvard, que más tarde le permitió estudiar en el Conservatoire National Supérieur d' Art Dramatique (CNSAD), siendo uno de los alumnos más sobresalientes.
En sus espectáculos, además de ser el creador conceptual de las obras, interviene en la construcción de la identidad visual y la escenografía, diseñando máquinas que crean complejas ilusiones ópticas y espaciales para el espectador. Sus adaptaciones de teatro y cuentos clásicos poseen una interesante mezcla que va de la comedia más esencial hasta el razonamiento filosófico más intenso. En sus obras originales se aprecia un eterno retorno a la infancia de juegos con la incorporación de la poesía y el surrealismo en la búsqueda de la reconciliación entre naturaleza y hombre.

## Obra

### Montajes
- 1998 : La Symphonie du hanneton
- 2003 : La Veillée des abysses
- 2007 : Au revoir parapluie
- 2009 : Raoul - Bélgica
- 2012 : Tabac rouge
- 2016 : La grenouille avait raison

### Teatro
- 1997 : Lapin lapin de Coline Serreau, escena de Benno Besson, Théâtre des Célestins.